# Фаэдис
Фаэдис (итал. Faedis) —  коммуна в Италии, располагается в регионе Фриули-Венеция-Джулия, в провинции Удине.
Население составляет 3031 человек (2008 г.), плотность населения составляет 67 чел./км². Занимает площадь 46 км². Почтовый индекс — 33040. Телефонный код — 0432.
В коммуне 15 августа особо празднуется Успение Пресвятой Богородицы.

## Демография
Динамика населения:

## Администрация коммуны
- Официальный сайт: http://www.comune.faedis.ud.it/